# Trinomys dimidiatus
Trinomys dimidiatus är en däggdjursart som först beskrevs av Albert Günther 1877.  Trinomys dimidiatus ingår i släktet Trinomys och familjen lansråttor. Inga underarter finns listade i Catalogue of Life.
Denna gnagare förekommer i sydöstra Brasilien. Arten lever i låglandet och i låga bergstrakter upp till 1000 meter över havet. Habitatet utgörs av olika slags skogar.